# アジアラグビーU19チャンピオンシップ
アジアラグビーU19チャンピオンシップ（Asia Rugby U19 Championship）は、2005年から開催されている19歳以下の代表チームによるラグビーユニオンの大会である。アジア統括団体であるアジアラグビーが主催している。この大会は、ワールドラグビーが主催する次年のワールドラグビーU20トロフィーへのアジア予選を兼ねている。

## 概要
参加は、最大で4チーム。2017年は2チームのみの参加となった。香港が2023年まで8連覇している。
エミレーツ航空が大会スポンサーとなり、大会名は「Asia Rugby Emirates U19 Men’s Championship」ともいう。

## 日本代表の参加
- 2024年大会では、11年ぶりに日本チームが参加。2023年にワールドラグビーU20チャンピオンシップに出場した日本代表は、全敗でU20トロフィーへ降格。2024年のU20トロフィーは3位に終わり、日本チームは2025年U20トロフィーの出場権を争うアジアU19チャンピオンシップに出場する必要がある[2]。（対戦内容は「U19ラグビー日本代表#2024年」を参照）

## 結果
台湾チームは「チャイニーズ・タイペイ」として出場しており、チームの旗マークもそれに準じた。開催場所としては、台湾の旗「青天白日満地紅旗」のマークを使った。
| 年   | 開催場所                                             | 優勝                                                 | 準優勝                                               | 3位                                                  | 4位                                                  | 備考   |
| ---- | ---------------------------------------------------- | ---------------------------------------------------- | ---------------------------------------------------- | ---------------------------------------------------- | ---------------------------------------------------- | ------ |
| 2010 | タイ, バンコク                                       | 日本                                                 | 香港                                                 | スリランカ                                           | タイ                                                 | [ 3 ]  |
| 2011 | 香港                                                 | 日本                                                 | 香港                                                 | タイ                                                 | スリランカ                                           | [ 4 ]  |
| 2012 | 香港                                                 | 日本                                                 | 韓国                                                 | 香港                                                 | タイ                                                 | [ 5 ]  |
| 2013 | 台湾, 高雄市                                         | 日本                                                 | 香港                                                 | 韓国                                                 | 台湾                                                 | [ 6 ]  |
| 2014 | スリランカ, コロンボ                                 | 香港                                                 | スリランカ                                           | 台湾                                                 | 韓国                                                 | [ 7 ]  |
| 2015 | シンガポール                                         | 香港                                                 | スリランカ                                           | 台湾                                                 | シンガポール                                         | [ 8 ]  |
| 2016 | クアラルンプール                                     | 香港                                                 | 台湾                                                 | スリランカ                                           | マレーシア                                           | [ 9 ]  |
| 2017 | 香港 スリランカ, コロンボ                            | 香港                                                 | スリランカ                                           | ‐                                                    | ‐                                                    | [ 10 ] |
| 2018 | 台湾, 台北市                                         | 香港                                                 | 韓国                                                 | 台湾                                                 | スリランカ                                           | [ 11 ] |
| 2019 | 台湾, 高雄市                                         | 香港                                                 | 韓国                                                 | 台湾                                                 | シンガポール                                         | [ 12 ] |
| 2020 | 新型コロナウイルス感染症の世界的流行のため、開催せず | 新型コロナウイルス感染症の世界的流行のため、開催せず | 新型コロナウイルス感染症の世界的流行のため、開催せず | 新型コロナウイルス感染症の世界的流行のため、開催せず | 新型コロナウイルス感染症の世界的流行のため、開催せず |        |
| 2021 | 新型コロナウイルス感染症の世界的流行のため、開催せず | 新型コロナウイルス感染症の世界的流行のため、開催せず | 新型コロナウイルス感染症の世界的流行のため、開催せず | 新型コロナウイルス感染症の世界的流行のため、開催せず | 新型コロナウイルス感染症の世界的流行のため、開催せず |        |
| 2022 | マレーシア, クアラルンプール                         | 香港                                                 | 台湾                                                 | マレーシア                                           | ‐                                                    | [ 13 ] |
| 2023 | 香港                                                 | 香港                                                 | 韓国                                                 | 台湾                                                 | ‐                                                    | [ 14 ] |
| 2024 | 台湾, 台北市                                         | 日本                                                 | 香港                                                 | 韓国                                                 | 台湾                                                 | [ 15 ] |

## 中継
- 2024年大会は、アジアラグビーのYouTubeチャンネル「AsiaRugbyLive」で、ライブまたは録画で試合中継が配信される[16]。